# Programme Landsat

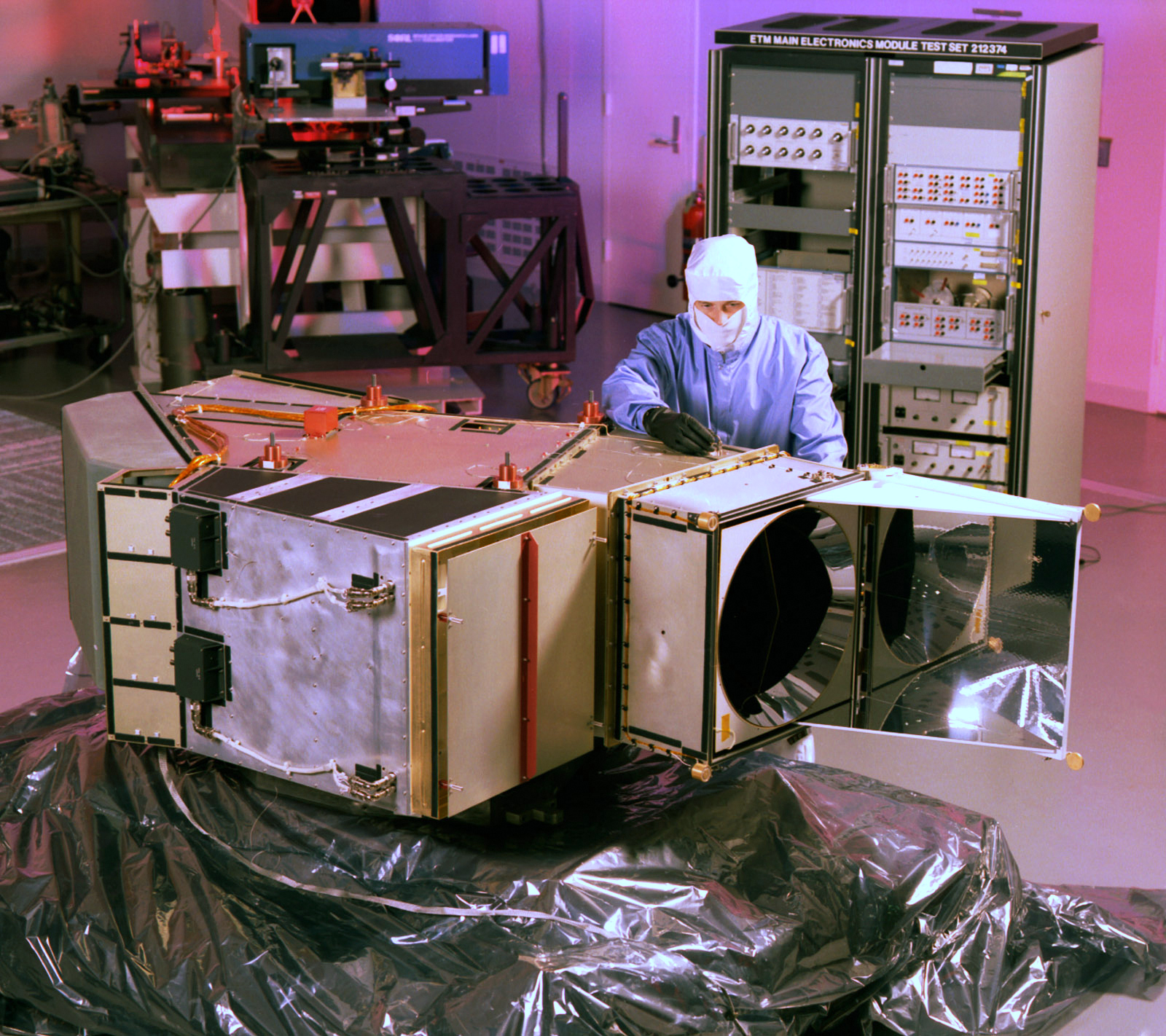
L'instrument ETM+ de Landsat 7.

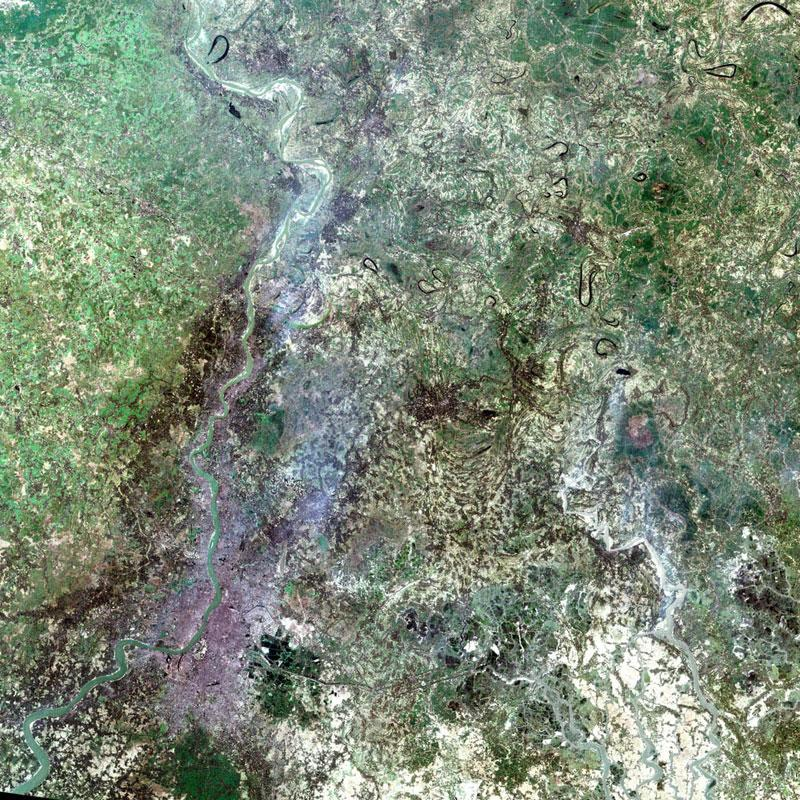
Une image satellite en fausses couleurs de Calcutta (Inde) prise par Landsat 7.

Le programme Landsat est le premier programme spatial d'observation de la Terre destiné à des fins civiles. Il est développé au milieu des années 1960 par l'agence spatiale américaine, la NASA à l'instigation de l'Institut des études géologiques américain (USGS) et du département de l'agriculture. Sept satellites Landsat sont lancés entre 1972 et 1999 et un huitième le 11 février 2013. Le lancement de Landsat 9 est programmé en 2021 pour maintenir la présence de deux satellites opérationnels. A cette date le programme est géré conjointement par la NASA, chargée de développer le segment spatial et l'USGS qui a la charge du segment terrestre et l'exploitation des données collectées.
Ces satellites lourds (près de 3 tonnes pour les dernières versions), caractérisées par un champ de vue large (15°), circulent sur une orbite héliosynchrone. Les instruments embarqués sur les satellites Landsat permettent de capter plusieurs millions d'images dans plusieurs longueurs d'onde (lumière visible, panchromatique, infrarouge) avec une résolution spatiale comprise entre 15 et 120 mètres. Celles-ci constituent des ressources uniques pour l'étude des changements climatiques, l'utilisation des sols, la cartographie, la gestion de l'habitat ; ainsi que pour de nombreuses autres applications dans les domaines de l'agriculture, la géologie, la sylviculture, l'éducation, etc.
Le programme Landsat est un succès technique et scientifique. Les États-Unis mettent à disposition gratuitement auprès des utilisateurs du monde entier les données brutes étalonnées et seules les images ayant fait l'objet d'un traitement sont commercialisées. Mais le programme est tout au long de son existence handicapé par des problèmes de financement, les conflits d'intérêts entre les agences utilisatrices de ses produits et les changements fréquents d'organisation notamment une tentative infructueuse de confier sa gestion au secteur privé dans les années 1990. En 2021 sa poursuite est garantie pour les 20 ans à venir avec le lancement de Landsat 9. Un appel à proposition est lancé début 2021 par la NASA pour la suite du programme, baptisé Landsat Next, qui doit fournir ses premières données à la fin de la décennie 2020. Le cahier des charges envisage une architecture reposant éventuellement sur des satellites plus petits mais plus nombreux et demande une résolution spatiale et une couverture spectrale améliorées notamment pour se hisser au niveau du standard désormais établi par les satellites européens Sentinel-2.

## Historique

### La genèse du programme (1975-1982)
Dès le début de l'ère spatiale à la fin années 1960, les satellites de reconnaissance optiques connaissent un rapide développement pour répondre aux besoins de renseignements militaires stimulés par la guerre froide en cours entre l'Union soviétique et les États-Unis (satellites Corona). Les technologies nécessaires à la mise au point d'un satellite d'observation de la Terre à des fins civiles sont donc disponibles. Des géologues et des cartographes accèdent aux photos des satellites espions et connaissent le potentiel de ce type d'engin spatial. Mais les responsables des projets militaires ne souhaitent pas que les technologies utilisées ni même que leurs capacités soient dévoilées. Ils tentent de freiner l'utilisation des technologies protégées par le secret défense à des fins civiles et de décourager les promoteurs de projets d'observation de la Terre depuis l'espace.
Mais au milieu des années 1960, les partisans d'un projet satellite d'observation de la Terre sont de plus en plus nombreux. Les capacités des satellites de télédétection sont désormais connues de tous les scientifiques à travers les photos de la Terre prises par les astronautes en orbite et les données sur les planètes recueillies par les sondes spatiales. En 1965, la NASA entame une étude préliminaire sur un satellite de télédétection qui effectuent un inventaire des ressources terrestres à la demande de l'Institut des études géologiques américain (USGS) et du Corps du génie de l'armée des États-Unis. Sur la base de cette étude ces deux organismes mais également le département de l'agriculture concluent rapidement qu'un satellite d'observation de la Terre peut les aider à remplir les missions qui leur sont assignées. Toutefois les besoins divergent : l'USGS désire avant tout une résolution optique importante pour dresser des cartes utilisables pour la détection des ressources naturelles et la géologie tandis que le département de l'Agriculture est plus intéressé par le nombre de plages spectrales observées car celles-ci permettent de différencier la nature des plantations et de détecter l'apparition des maladies de la végétation.
Les ingénieurs de la NASA, voulant satisfaire tous les utilisateurs potentiels, travaillent à la conception d'un engin spatial sophistiqué. Mais l'USGS qui désire un satellite rapidement disponible, mono instrument et simple à mettre en œuvre manœuvre pour obliger la NASA à accélérer son projet. Le secrétaire de l'Intérieur, ministre de tutelle de l'USGS, annonce publiquement en septembre 1966 que son administration va développer son propre satellite dans le cadre d'un projet baptisé EROS (Earth Resources Observation Satellite) dont le lancement est programmé pour 1969. L'annonce ne correspond à aucun projet réel et la NASA parvient à conserver le développement du satellite mais l'agence spatiale doit désormais travailler sous la pression du Congrès et de la presse qui s'attendent à une réalisation rapide. Malgré cela, les ingénieurs de la NASA refusent de limiter la charge utile à la caméra vidéo qui suffit aux besoins de l'USGS. Ils décident d'embarquer un scanner multibande développé grâce à des travaux de recherche effectués à l'université du Michigan. Ce capteur répond particulièrement bien aux besoins du département de l'Agriculture dont l'appui est recherché par les dirigeants de la NASA pour contrebalancer l'emprise de l'USGS sur le projet. Mais la NASA dispose d'une enveloppe financière réduite par le Bureau de la gestion et du budget (OMB à partir de 1990) et le pouvoir de résolution optique des instruments est limitée pour ne pas dévoiler les capacités des satellites de reconnaissance américains. Virginia T. Norwood, de son côté, avec son équipe chez Hughes Aircraft, notamment l'ingénieur Jack Lansing, met au point un scanner multispectral, c'est-à-dire un capteur qui peut collecter en même temps plusieurs longueurs d'onde réfléchies par la Terre. La NASA lui donne le surnom de « La mère de Landsat ».
Dans ces conditions, la NASA a du mal à répondre aux attentes parfois irréalistes de ses donneurs d'ordre. Le Bureau du budget, dans un contexte de crise budgétaire générale liée notamment au coût croissant de la guerre du Viêt Nam, tente d'annuler le projet en 1967 et 1968, et n'accorde qu'un quart des fonds prévus en 1969. La NASA doit justifier le projet en s'avançant sur un retour sur investissement rapide. Malgré l'appui du Congrès en 1969, la NASA doit continuer à défendre le budget alloué jusqu'à la veille du lancement du premier satellite. Le processus de traitement et de stockage des données produites par le satellite constitue l'une des principales difficultés du projet. C'est le premier engin spatial amené à produire un tel volume d'images à haute résolution de manière continue plusieurs années de suite ; pour répondre aux besoins celles-ci doivent être rapidement mises à disposition des utilisateurs finaux. Pour être utilisables les images doivent être retraitées, hors deux techniques sont disponibles : le traitement classique analogique et depuis peu le traitement numérique (l'image est tout au long de la chaîne de traitement gérée sous forme de bits) qui s'impose par la suite mais qui est encore en partie expérimental à l'époque. Faute de moyens financiers, les responsables du projet choisissent la technique analogique, dépassée et répondant mal aux attentes des utilisateurs. La chaîne de traitement ne passera au numérique qu'en 1980.

### Du système expérimental au système opérationnel (1972-1983)
Le premier satellite, ERTS-1 (pour Earth Resources Technology Satellite) est lancé le 23 juillet 1972. Les images produites suscitent immédiatement un grand intérêt chez de nombreux utilisateurs mais le volume d'images vendues n'atteint pas les objectifs qu'avancent les promoteurs du projet. Par ailleurs, le passage à un système opérationnel et non expérimental se trouve bloqué par des controverses sur la manière de gérer un tel programme, la part à accorder à la recherche et aux applications pratiques, le rôle de l’État et de l'agence spatiale, les conflits entre les besoins des utilisateurs. En 1975, alors que le deuxième satellite ERTS-2 vient d'être lancé, le programme est baptisé Landsat et les satellites sont nommés Landsat-1 et Landsat-2. En 1979, l'administration du président Jimmy Carter décide de transférer la gestion du programme de la NASA à la NOAA qui a déjà l'expérience de la gestion des satellites météorologiques. L'objectif est de préparer le passage au secteur privé. La directive 54 prévoit également la réalisation de 4 nouveaux satellites après Landsat-3 (lancé en 1978). Toutefois le système Landsat reste géré par la NASA jusqu'en 1983 en tant que programme de recherche et expérimental. À cette date, il est déclaré opérationnel et sa gestion est confiée à la NOAA. Les deux satellites Landsat-4 et Landsat-5 - lancés en 1983 et 1984 - sont construits et placés en orbite par la NASA.

### L'échec du transfert au privé (1984-2001)
L'administration du président Ronald Reagan décide en 1984 de confier la commercialisation des données produites par les satellites Landsat à une société privée comme l'a prévu l'administration précédente. Après avoir lancé un appel d'offres en 1985, la NOAA sélectionne EOSAT (Earth Observation Satellite Company) une filiale commune de Hughes Aircraft et RCA. Celle-ci dispose des droits de commercialisation exclusifs des images des satellites Landsat-4 et Landsat-5 pour une durée de 10 ans. EOSAT doit en contrepartie assurer la gestion opérationnelle de Landsat-4 et Landsat-5, construire les deux satellites Landsat suivants, les lancer et en assurer la gestion avec l'aide de subventions du gouvernement. Mais la commercialisation ne remporte pas le succès escompté. Aux termes du contrat passé avec la NOAA, EOSAT ne peut commercialiser que des données brutes. Cette clause doit protéger les sociétés qui se sont spécialisées dans le retraitement des données Landsat. Par ailleurs EOSAT doit, par contrat, pratiquer des prix identiques au titre d'une politique anti-discriminatoire. EOSAT en butte à des difficultés financières augmente sensiblement ses prix ce qui entraîne une forte chute des ventes aux institutions académiques (recherche et enseignement). Devant cet échec, le gouvernement américain décide en octobre 1992 de revenir sur la commercialisation par le privé des produits Landsat. La gestion de la suite du programme est confiée à la NASA et au département de la Défense des États-Unis. Le lancement en 1993 de Landsat-6 est un échec, en raison d'un défaut d'alimentation en carburant du moteur de mise en orbite. En 1994, le département de la Défense se retire du projet à la suite de désaccords sur la conception de Landsat 7. Le programme est confié à la NASA (conception et lancement des satellites), à la NOAA (gestion opérationnelle) et à l'USGS (archivage des données). EOSAT continue d'assurer la gestion opérationnelle des satellites Landsat-4 et 5 jusqu'en 2001. En 1998, la NOAA se retire du programme. Landsat 7 est lancé en 1999.

### Le programme LDCM (2002-2021)
La NASA et l'USGS ne veulent pas renoncer à poursuivre un programme qui dispose d'une importante communauté d'utilisateurs. Un cahier des charges d'une nouvelle génération de satellites Landsat baptisée LDCM (Landsat Data Continuity Mission) est établi en 2003 par les deux agences. Il est prévu que le futur satellite mette à disposition des images multispectrales en lumière visible et en infrarouge avec une résolution (optique) moyenne et une couverture complète des terres émergées à chaque changement de saison. Le satellite LDCM doit également produire des images compatibles sur le plan de leur géométrie, calibrage et caractéristiques spectrales et spatiales avec les productions antérieures pour permettre des comparaisons couvrant plusieurs décennies. Enfin les données brutes produites par le satellite doivent être distribuées gratuitement et de manière non discriminatoire.
Pour répondre à ce besoin la NASA envisage un partenariat public-privé dans lequel la société retenue est à la fois propriétaire et opérateur du satellite. En mars 2002, la NASA sélectionne deux sociétés qui entament des études de faisabilité afin de détailler les caractéristiques du satellite et l'implémentation du projet. Mais l'appel d'offres est infructueux : DigitalGlobe, premier opérateur privé américain de satellites d'observation de la Terre (Early Bird 1, QuickBird...), se désintéresse du projet tandis que la proposition de Resource21 LLC est jugée beaucoup trop coûteuse. Le programme traverse alors une longue période d'incertitude. En 2004, le Bureau de la politique scientifique et technologique du président américain demande à la NASA d'embarquer l'instrument Landsat sur la nouvelle série de satellites de la NOAA, les NPOESS. Mais fin 2005, le même bureau revient sur sa décision et demande à la NASA d'acquérir son propre satellite. Finalement début 2007, le gouvernement américain tranche et confie à la NASA la charge de fournir et lancer le satellite tandis que l'USGS doit développer le réseau de stations terriennes, assurer le traitement des images, la gestion opérationnelle des satellites ainsi que la commercialisation des produits. Plus généralement l'USGS est désignée comme l'agence gestionnaire de tous les satellites d'observation de la Terre pour permettre à la NASA de se concentrer sur le vol habité et les techniques spatiales avancées. Ce partage des taches est entériné en 2016 par un accord inter-agences définissant les modalités de collaboration entre la NASA et l'USGS dans le cadre du Sustainable Land Imaging Program qui définit les objectifs du programme à long terme. En avril 2008, la NASA sélectionne le constructeur GDAIS (acheté en 2010 par Orbital Sciences) pour le développement des satellites LDCM. Le lancement du premier satellite, Landsat 7, a lieu en 2013. Landsat 8 aux caractéristiques pratiquement identiques est lancé en 2021.

### Le futur du programme Landsat: Landsat Next
Plusieurs pistes sont explorées au début des années 2020 pour le futur du programme Landsat. Parmi celles-ci deux scénarios divergents sont envisagés. Dans le premier, les agences développeraient des futurs satellites de résolution spatiale moyenne mais meilleure que les Landsat existant avec une masse fortement réduite, un intervalle de visite plus fréquent et un plus grand nombre de bandes spectrales infrarouges et dans le visible. Dans le deuxième scénario, les images seraient fournies par d'autres sources tels qu'un partenariat public-privé.
En février 2021, un appel à proposition est lancé par la NASA auprès des industriels pour développer les prochains satellites dans le cadre d'un programme baptisé Landsat Next. Le cahier des charges comporte les spécifications suivantes,  : 
- résolution spatiale supérieure pour répondre aux besoins utilisateurs qui reçoivent désormais des données Sentinel-2 de 10 à 20 mètres de résolution (Landsat : 15 à 120 mètres)
- plus de bandes spectrales couvrant notamment les bandes spectrales principales des Sentinel-2 pour permettre une fréquence de visite quotidienne en combinant les programmes de la NASA et de l'ESA.
- Bandes spectrales supplémentaires pour répondre aux besoins nouveaux ou complémentaires dans le domaine de l'agriculture, la qualité des eaux de surface la géologie, etc bandes spectrales en infrarouge  thermique pour améliorer la température de la surface et ainsi affiner les contraintes sur l'émissivité.
- Maintenir les exigences spatiales, géométriques et radiométriques définies pour Landsat 8 et Landsat 9.
- La NASA et l'USGS n'ont pas figé l'architecture qui pourra diverger de celle des satellites existants. Celle-ci repose sur de gros satellites emportant des  instruments ayant un champ de vue large (15°) et deux instruments spécialisés l'un dans le visible/infrarouge proche l'autre dans l'infrarouge thermique. La future configuration pourra par exemple remplacer ce satellite unique par une flotte de satellites plus petits avec un champ de vue plus étroit et les deux instruments pourra être remplacé par un instrument unique assurant l'ensemble de la couverture spectrale. Une orbite différente de l'orbite actuelle pour permettre une fréquence de visite plus élevée pourra être proposée.
- Durée de vie minimale  de 5 ans.
- Premières données fournies à la fin des décennies 2020

## Caractéristiques des satellites Landsat

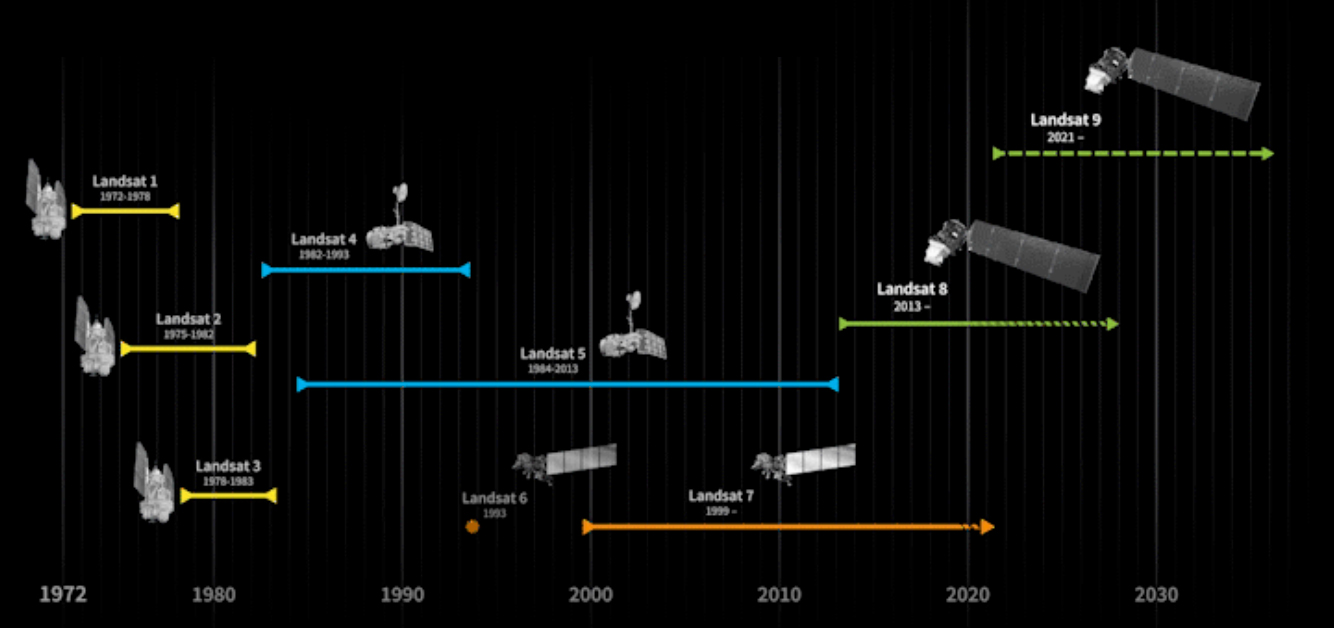
Chronologie du programme Landsat telle qu'elle est définie avant le lancement de Landsat 9 en 2021.

| Caractéristiques           | Landsat-1 à 3                                                     | Landsat 4 et 5                                                              | Landsat-6              | Landsat 7                                                                    | Landsat 8                                                                                                  | Landsat 9                                                                                                  |
| -------------------------- | ----------------------------------------------------------------- | --------------------------------------------------------------------------- | ---------------------- | ---------------------------------------------------------------------------- | --- | --- |
| Début et fin de mission    | Landsat-1 : 1972-1978 Landsat-2 : 1975-1981 Landsat-3 : 1978-1983 | Landsat-4 : 1982-1993 Landsat-5 : 1984-2013                                 | 1993 (échec)           | 1999-2022?                                                                   | 2013- | 2021- |
| Statut satellite           | Mission terminée                                                  | Mission terminée                                                            | Échec au lancement     | Opérationnel                                                                 | Opérationnel                                                                                               | Opérationnel                                                                                               |
| Masse                      | 816–960 kg                                                        | 1 938–1 961 kg                                                              | 2 000 kg               | 2 200 kg                                                                     | 2 600 kg                                                                                                   | 2 782 kg                                                                                                   |
| Instruments                | MSS : radiomètre RVB : caméra vidéo                               | MSS et TM : radiomètre                                                      | MSS et TM : radiomètre | ETM+ : radiomètre                                                            | OLI et TIRS : radiomètre                                                                                   | OLI-2 et TIRS-2                                                                                            |
| Bandes spectrales          | 0,5-0,6 µm 0,6-0,7 µm 0,7-0,8 µm 0,8-1,1 µm                       | 0,45-0,52 µm 0,52-0,6 µm 0,63-0,69 µm 0,76-0,9 µm 1,55-1,75 µm 2,08-2,35 µm | -                      | 0,45-0,52 µm 0,53-0,61 µm 0,63-0,69 µm 0,78-0,9 µm 1,55-1,75 µm 2,09-2,35 µm | 0,433-0,453 µm 0,45-0,515 µm 0,525-0,6 µm 0,63-0,68 µm 0,845-0,885 µm 1,56-1,66 µm 1,36-1,39 µm 2,1-2,3 µm | 0,433-0,453 µm 0,45-0,515 µm 0,525-0,6 µm 0,63-0,68 µm 0,845-0,885 µm 1,56-1,66 µm 1,36-1,39 µm 2,1-2,3 µm |
| Infrarouge thermique       | -                                                                 | 10,4-12,5 µm                                                                | -                      | 10,4-12,5 µm                                                                 | 10,3-11,3 µm 11,5-12,5 µm                                                                                  | 10,3-11,3 µm 11,5-12,5 µm                                                                                  |
| Panchromatique             | -                                                                 | -                                                                           | -                      | 0,52-0,9 µm                                                                  | 0,5-0,68 µm                                                                                                | 0,5-0,68 µm                                                                                                |
| Résolution                 | Générale : 79 m                                                   | Générale : 30 m Infrarouge thermique :120 m                                 | -                      | Générale : 30 m Panchromatique : 15 m Infrarouge thermique : 60 m            | Générale : 30 m Panchromatique : 15 m Infrarouge thermique : 100 m                                         | Générale : 30 m Panchromatique : 15 m Infrarouge thermique : 100 m                                         |
| Technique de prise d'image | Whiskbroom (en)                                                   | Whiskbroom                                                                  | -                      | Whiskbroom                                                                   | Pushbroom (en)                                                                                             | Pushbroom                                                                                                  |
| Orbite                     | Altitude : 907–915 km cycle : 18 jours heure : 9 h 45             | Altitude : 705 km cycle : 16 jours heure : 9 h 30-10 h                      | -                      | Altitude : 705 km cycle : 16 jours heure : 10 h-10 h 15                      | Altitude : 705 km cycle : 16 jours heure : 10 h                                                            | Altitude : 705 km cycle : 16 jours heure : 10 h                                                            |

### Landsat 1 à 3

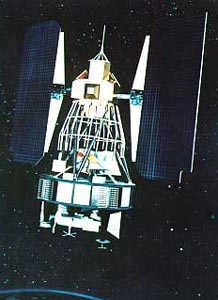
Les satellites Landsat 1, 2 et 3.

Les trois premiers satellites Landsat (Landsat 1 à 3) ont des caractéristiques identiques. Ils sont lancés en respectivement en juillet 1972 par un lanceur Delta 900, en janvier 1975 par un lanceur Delta 2910 et en mars 1978 par le même type de lanceur. D'une hauteur de 3 mètres pour un diamètre de 1,5 mètre leur envergure atteint 4 mètres lorsque les panneaux solaires sont déployés. D'un satellite à l'autre la masse n'est pas identique : Landsat-1 pèse 816 kg contre 953 kg et 960 kg pour respectivement Landsat 2 et Landsat 3. Cette sous-série utilise une plate-forme stabilisée sur 3 axes dérivée de celle du satellite météorologique américain Nimbus-4 développé par General Electric. Le contrôle de l'orientation utilise un senseur de Terre, des senseurs de Soleil et des moteurs-fusées expulsant du fréon. La précision obtenue est de 0,7° sur les trois axes. Les deux panneaux solaires doté d'un seul degré de liberté délivrent au maximum 1 000 watts et en moyenne 515 watts qui sont stockés dans des accumulateurs nickel-cadmium. L'ordinateur de bord (OnBoard Computer) dispose d'une mémoire à tores magnétiques de 4 096 mots de 18 bits. Les télécommunications se font en bande S via un transpondeur d'une puissance de 1 watt qui permet un débit de 15 mégabits par seconde. Les données peuvent être transmises en temps réel ou stockées temporairement sur deux enregistreurs à bande magnétique pouvant conserver 30 minutes d'informations. La durée de vie du satellite prévue est de 1 an.
Les trois satellites Landsat sont placés sur une orbite héliosynchrone à une altitude comprise entre 907 km et 915 km qui recoupe l'équateur à 9 h 45 sur le nœud descendant. Une orbite est parcourue en 103,0 minutes et il repasse tous les 18 jours au-dessus du même point. Le satellite dispose de deux instruments :
- Un scanner multispectral à whiskbroom (en) MSS (Multispectral Scanner System). C'est la première application de ce type d'instrument qui est accueillie initialement avec scepticisme par beaucoup de spécialistes. Contrairement à une caméra vidéo ou à un appareil photo, le scanner obtient les images en recueillant les données ligne par ligne : un miroir oscillant balaie le sol dans un mouvement perpendiculaire à l'avancement du satellite sur une largeur de 11,56° soit 185 km. L'image est recueillie dans 4 bandes spectrales, 2 en lumière visible et 2 en infrarouge. Le capteur est constitué de 24 éléments soit 6 par bande spectrale. Les images sont immédiatement numérisées et transmises sous cette forme vers les stations terriennes : il s'agit du premier stockage d'images sous une forme numérique. Le pouvoir de résolution est de 80 mètres. L'instrument a une masse de 60 kg et consomme 65 watts.
- Une caméra vidéo RBV (Return Beam Vidicon). La caméra vidéo est constituée de trois caméras coalignées affectées chacune à une bande spectrale : bleu-vert, jaune-rouge et proche infrarouge. Les images prises sont d'une taille de 185 × 185 km avec une résolution optique de 80 mètres. Les caméras utilisent des tubes Vidicon. Cet instrument donne des résultats décevants. Victime d'une panne au bout d'un mois sur Landsat-1, il n'est utilisé que de manière occasionnelle sur Landsat-2 et est remplacé par une variante à deux caméras panchromatiques avec une résolution de 40 mètres sur Landsat-3.

### Landsat 4 et 5

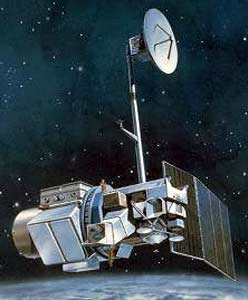
Les satellites Landsat 4 et Landsat 5.

Les satellites Landsat 4 et 5 lancés par des lanceurs Thor Delta 3925 respectivement en 1982 et 1984, forment une nouvelle génération très différente de celle qui précède. La plate-forme est développée pour la mission Solar Maximum Mission (SMM). Les deux satellites ont une masse d'environ 1 940 kg. La structure de la plate-forme est formée par des panneaux en aluminium fixés sur une ossature en graphite. La propulsion utilise des moteurs-fusées brûlant de l'hydrazine. Le satellite est stabilisé sur 3 axes et utilise des roues de réaction pour obtenir une précision de pointage de 0,01°. Une aile unique avec un seul degré de liberté porte les panneaux solaires qui fournissent 1 430 watts. Les télécommunications se font en bande Ku, L, X et S. Un mât déployable de 4 mètres de long sert de support à une antenne parabolique grand gain utilisée pour transmettre les données vers le réseau de satellites géostationnaires TDRS de la NASA. Ceux-ci les transmettent ensuite vers les stations terriennes. Les deux satellites sont équipés des premiers récepteurs GPS embarqués sur satellite. Ils sont utilisés pour déterminer la position du satellite sur son orbite et recaler l'horloge du bord.
Les satellites de cette sous-série sont placés sur une orbite nettement plus proche du sol permettant d'accroître la largeur de la zone balayée par les instruments. L'orbite héliosynchrone est située à une altitude de 705 km avec une inclinaison de 98,2° et recoupe l'équateur à 9 h 45 sur le nœud descendant. Le satellite repasse tous les 16 jours au-dessus du même point. Le satellite dispose de deux instruments :
- TM (Thematic Mapper) est un scanner à whiskbroom (en) de deuxième génération par rapport à MSS. Sa résolution spatiale et spectrale est nettement meilleure. Il observe dans 7 bandes spectrales en lumière visible et infrarouge avec une résolution optique de 30 mètres (120 mètres sur la bande 6). Le scanner comporte un dispositif qui compense l'avancée du satellite durant le mouvement de balayage. Le détecteur comporte 96 lignes soit 16 par bande spectrale. L'appellation Thematic Mapper provient de la capacité de l'instrument de fournir des données permettant de réaliser des cartes thématiques (agriculture, hydrologie, etc.). L'instrument a une masse de 258 kg et consomme 385 watts.
- MSS (Multispectral Scanner System) est l'instrument embarqué sur la génération précédente mais avec des détecteurs plus performants. Il s'agit d'un instrument secondaire.

Alors que ces engins ont une durée de vie prévu de 3 ans, le Landsat 5 reste en service 29 ans.

### Landsat 6
Landsat-6 est un satellite proche de la génération précédente et développé par Martin Marietta Astro Space (auparavant General Electric Astro Space). Lancé le 5 octobre 1993 par un lanceur Titan, il est perdu immédiatement après sa mise en orbite à la suite de la rupture d'une vanne sur un circuit d'ergols. Contrairement à ses prédécesseurs, il emporte un instrument unique le Enhanced Thematic Mapper (ETM) dont les caractéristiques en font une version nettement améliorée de l'instrument Thematic Mapper embarqué par les Landsat-4 et -5. Toutefois le passage à un scanner de type capteur en peigne (en) (pushbroom) plus avancé est abandonné pour des raisons budgétaires. L'instrument dispose d'une bande panchromatique et utilise un détecteur d'une seule pièce pour les bandes dans le proche infrarouge avec un support en silicium commun aux détecteurs de toutes les bandes. Les deux systèmes d'enregistrement magnétique permettent de stocker chacun 15 minutes de données qu'ils peuvent enregistrer ou restituer à la vitesse de 85 mégabits par seconde. La transmission des données peut se faire en utilisant 3 fréquences distinctes en bande X dont deux sont utilisables parallèlement.

### Landsat 7

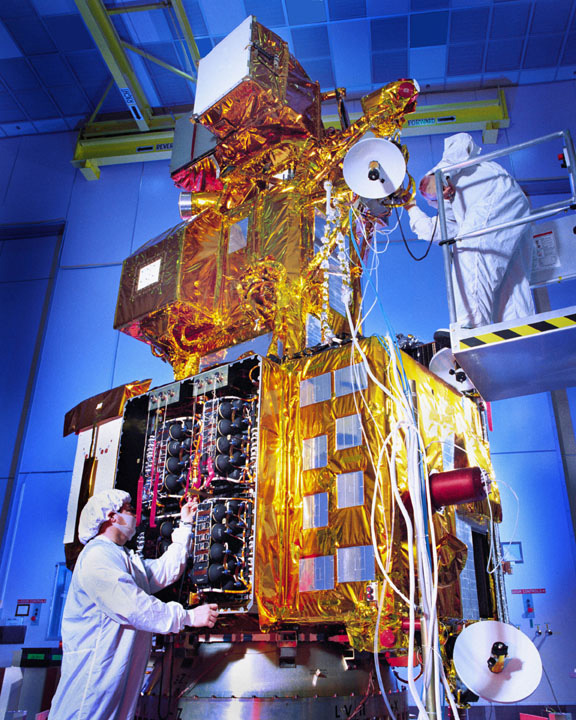
Le satellite Landsat 7 lancé en 1999.

Landsat 7 est développé dans le cadre d'une coentreprise créée pour l'occasion avec l'USGS. À la suite de la perte de Landsat 6 au cours de sa mise en orbite, le développement de Landsat 7 est accéléré. Le satellite est construit par Lockheed Martin Missiles and Space (en) (LMMS) et lancé en avril 1999 par un lanceur Delta II 7920. Les caractéristiques de Landsat-7 sont proches de celles de Landsat 6. Le satellite a une masse de 2,2 tonnes dont 122 kg d'hydrazine pour une longueur de 4,3 mètres pour un diamètre de 2,8 mètres. Pour contrôler son orientation, il utilise 4 roues de réaction, deux magnéto-coupleurs. Des moteurs-fusées monergol consommant de l'hydrazine sont utilisés à la fois pour corriger l'orbite et servir de système de secours pour le contrôle d'attitude. Il embarque un seul instrument, un radiomètre amélioré ETM+ comportant notamment une bande panchromatique avec une résolution de 15 mètres et une bande dotée d'une résolution de 60 mètres dans l'infrarouge thermique. Les données sont stockées dans une mémoire à semi-conducteurs d'une capacité de 378 gigabits qui peut enregistrer l'information avec un débit de 150 mégabits/s et la restituer à 300 mégabits/s. Le système de télécommunications utilise deux antennes omnidirectionnelles en bande S pour la réception des commandes et la télémétrie et 3 antennes orientables en bande X qui peuvent transmettre simultanément sur 2 canaux avec un débit de 150 mégabits par seconde. En mai 2003, le système optique (Scan Line Corrector ou SLC) qui permet de rétablir le parallélisme des images scannées déformées par l'avancement du satellite est sans doute victime d'une défaillance mécanique que les ingénieurs ne parviennent pas à contourner. Depuis cette date l'instrument ETM+ fournit des données dégradées.

### Landsat 8 (LDCM)

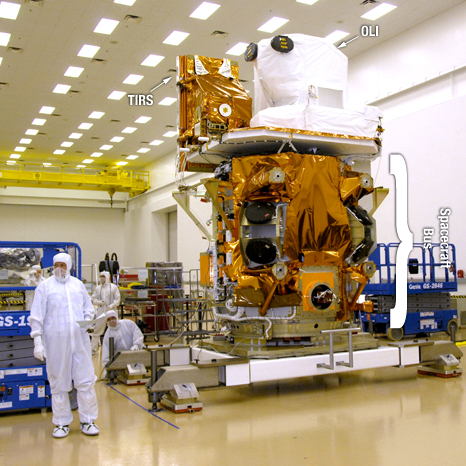
Le satellite Landsat 8 complètement assemblé.

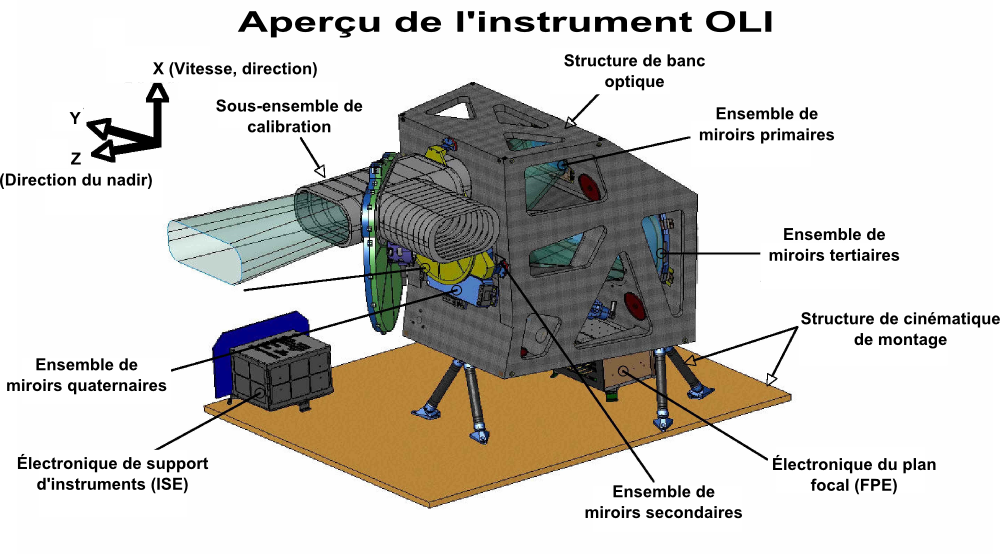
Le schéma de l'instrument OLI.

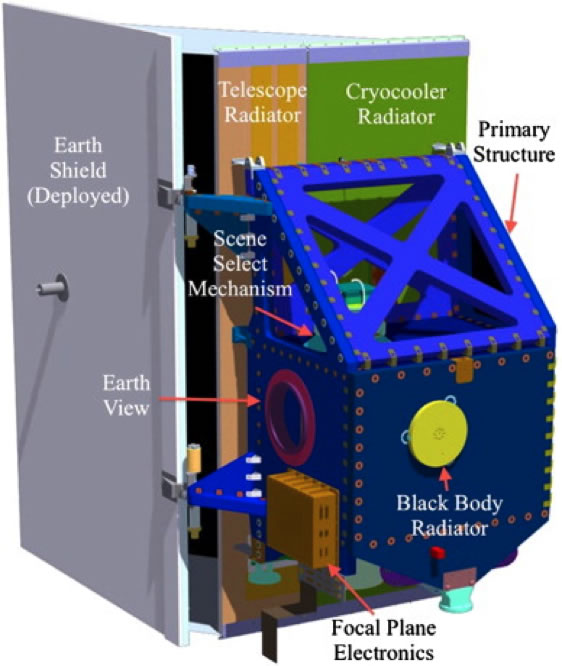
Le schéma de l'instrument TIRS.

Le satellite Landsat 8 (la mission était désignée initialement par l'acronyme LDCM c'est-à-dire Landsat Data Continuity Mission), qui est lancé le 11 février 2013 par un lanceur Atlas V 401, est entièrement différent de la génération précédente. Sa masse au lancement est de 2 623 kg et il emporte 386 kg d'hydrazine. Il utilise une plate-forme stabilisée sur 3 axes SA-2000HP de Orbital Sciences utilisé précédemment par les missions Deep Space 1 et Coriolis. Le contrôle d'attitude utilise 3 viseurs d'étoiles, une centrale à inertie, 12 senseurs de Soleil, deux récepteurs GPS redondants et deux magnétomètres tri-axiaux. Les changements d'orientation sont réalisés à l'aide de 6 roues de réaction, trois magnéto-coupleurs et 8 moteurs-fusées d'une poussée unitaire de 22 newtons avec un Delta-v total de 334 m/s. Les panneaux solaires sont positionnés sur une aile unique dotée d'un degré de liberté et fournissent 4 300 watts en fin de vie. Les télécommunications se font en bande X pour les données (débit 440 mégabits/s) et bande S pour la télémétrie et la réception des commandes. La capacité d'enregistrement des données de Landsat 8 est insuffisante pour permettre au satellite d'observer toutes les terres émergées à chaque passage. Seuls les États-Unis sont observés systématiquement, pour le reste du monde, le système de programmation utilisant des prévisions météorologiques doit toutefois permettre d'observer 80 % des pixels non nuageux, selon les études de la NASA.
Les instruments embarqués sont les suivants :
- OLI (Operational Land Imager) est l'instrument principal. Ce radiomètre multispectral acquiert des images dans neuf bandes spectrales allant du visible au moyen infrarouge. Sept de ces bandes spectrales sont déjà présentes sur l'instrument ETM+ de Landsat-7, Deux canaux supplémentaires sont ajoutés, destinés principalement à la correction atmosphérique (canal bleu à 440 nm) et à la détection des nuages (1 380 nm). Enfin, les bandes dans l'infrarouge thermique sont maintenant confiées à l'instrument TIRS (voir ci-dessous). La technologie utilisée sur OLI est radicalement différente de celle des instruments précédents. Le scanner à miroir oscillant (whiskbroom (en)) est remplacé par une barrette fixe de détecteurs qui capte les données sur toute la largeur du champ optique (capteur en peigne (en) ou pushbroom). L'instrument utilise une technologie testée à bord du satellite expérimental EO-1. La résolution optique est de 30 mètres sur toutes les bandes sauf sur la bande panchromatique (15 m).

| Bande spectrale              | Longueur d'onde  | Résolution |
| ---------------------------- | ---------------- | ---------- |
| Bande 1 - Aérosols           | 0,433 - 0,453 µm | 30 m       |
| Bande 2 - Bleu               | 0,450 - 0,515 µm | 30 m       |
| Bande 3 - Vert               | 0,525 - 0,600 µm | 30 m       |
| Bande 4 - Rouge              | 0,630 - 0,680 µm | 30 m       |
| Bande 5 - Infrarouge proche  | 0,845 - 0,885 µm | 30 m       |
| Bande 6 - Infrarouge moyen 1 | 1,560 - 1,660 µm | 30 m       |
| Bande 7 - Infrarouge moyen 2 | 2,100 - 2,300 µm | 30 m       |
| Bande 8 - Panchromatique     | 0,500 - 0,680 µm | 15 m       |
| Bande 9 - Cirrus             | 1,360 - 1,390 µm | 30 m       |

- TIRS (Thermal Infrared Sensor) est un radiomètre multispectral infrarouge à deux canaux qui fournit des données dans des longueurs d'onde observées par les anciens satellites Landsat mais non repris dans l'instrument OLI. L'objectif est d'assurer la continuité des mesures effectuées par le passé. Comme OLI, TIRS utilise la technologie du pushbroom (en). La résolution des images est de 100 mètres, contre 60 m pour l'instrument de Landsat-7. Pour répondre aux caractéristiques propres à l'infrarouge thermique il met en œuvre des capteurs QWIP relevant d'une technologie arrivée à maturité récemment. La décision d'inclure cet instrument dans la charge utile a été prise tardivement et le développement est effectué par la NASA. Sa durée de vie nominale est de trois ans.

| Bande spectrale             | Longueur d'onde  | Résolution |
| --------------------------- | ---------------- | ---------- |
| Bande 10 - Infrarouge moyen | 10,30 - 11,30 µm | 100 m      |
| Bande 11 - Infrarouge moyen | 11,50 - 12,50 µm | 100 m      |

### Landsat 9

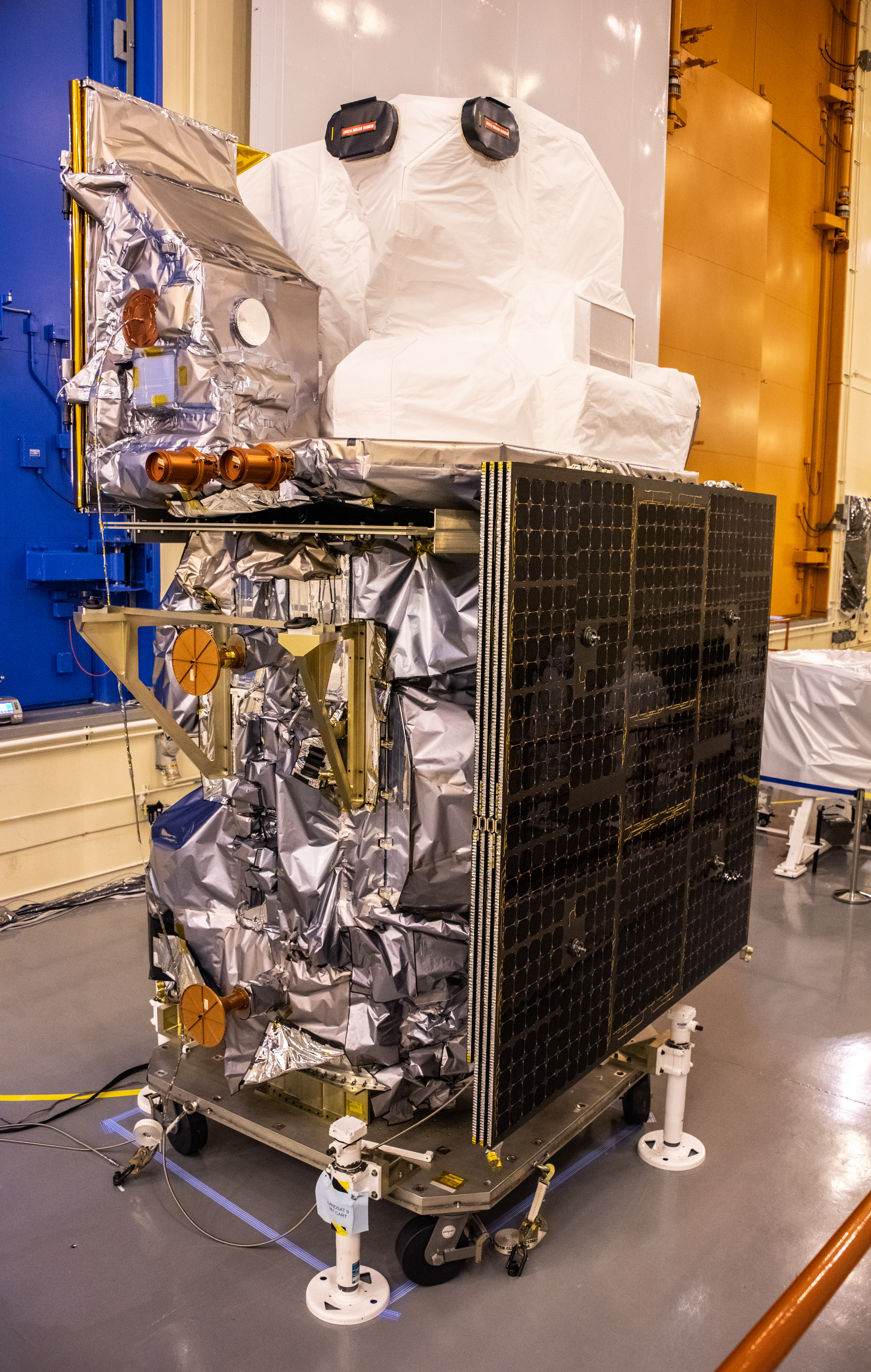
Le satellite Landsat 9 peu avant son installation sur son lanceur.

En avril 2015, la NASA annonce son souhait de passer commande d'un nouveau satellite Landsat 9. Celui-ci est commandé à la société Orbital ATK en octobre 2016 pour une somme de 130 millions de dollars américains qui inclut le support au sol durant la mission primaire mais ne comprend pas la fourniture des instruments et le lancement. Le satellite reprend l'architecture et l'instrumentation de Landsat 8. Comme celui-ci, il s'agit d'un satellite de 2,8 tonnes utilisant la plate-forme Leostar-3 de Orbital ATK. Les instruments sont la caméra multispectrale OLI-2 de Ball Aerospace & Technologies et le radiomètre multispectral TIRS-2 développé directement par le centre de vol spatial Goddard. Le lancement - initialement prévu en 2023 - est avancé à décembre 2020 puis septembre 2021 pour permettre le remplacement de Landsat 7 - mis en orbite en 1999 - qui en 2016 arrive au bout de ses réserves d'ergols. Le satellite sert également de doublure à Landsat 8 lancé en 2013,.

## Résultats
En 1976, lors d'une étude des côtes canadiennes menée à l'aide des images fournies par le satellite Landsat 1, une île, jusqu'alors inconnue est découverte. Cette île est nommée en l'honneur du satellite Île Landsat.

### Accès aux données
La NASA tente à deux reprises de mettre en place une stratégie de commercialisation des produits fournies par le programme Landsat. La première tentative a lieu entre 1984 et 1998 avec la création de la société EOSAT destinée à concurrencer Spot Image. La deuxième tentative se produit au début des années 2000 avec la mise en place d'un partenariat public/privé avec DigitalGlobe. Cette société met fin à cette collaboration préférant se concentrer sur la commercialisation des produits à haute résolution.
Les données des satellites Landsat sont distribuées gratuitement et sans licence d'utilisation par leur propriétaire la USGS. Elles sont fournies au niveau L1T, qui correspond à des données ortho-rectifiées (avec points d'appuis) exprimées en réflectances au sommet de l'atmosphère. Pour la France, des données de niveau 2A, exprimées en réflectance de surface après correction atmosphériques, et accompagnées d'un masque de nuages et d'ombres de nuages sont également disponibles gratuitement et sans licence d'utilisation .
Les données brutes des satellites Landsat sont utilisées par des milliers de sociétés et organisations américaines et étrangères. Le 11 mars 2020, la 100 millionième image était ainsi téléchargée par un utilisateur depuis le serveur de l'USGS. Ces données sont également utilisées pour des applications commerciales comme Google Earth. Selon un rapport du Congrès américain les données produites par les satellites Landsat avaient généré pour l'année 2017 un chiffre d'affaires de 3,45 milliards US$ (4,18 milliards US$ en incluant les vendeurs du cloud) dont 2,06 milliards US$ pour les sociétés américaines